# Albert Riéra
Pour les articles homonymes, voir Riera.
Albert Riéra est un artiste peintre, homme de théâtre et de cinéma, pionnier de la radio, réalisateur de télévision, libertaire et syndicaliste, né le 28 janvier 1895 à Banyuls-sur-Mer (Pyrénées-Orientales) et mort le 14 décembre 1968 à Paris.

## Biographie
En 1937, Albert Riéra a animé, sous le nom d'Isidore, l'émission Le Bar des vedettes sur Radio 37, avec René Lefevre.
Il fut animateur et réalisateur d'émissions radiophoniques sur France Inter, France Culture, etc.

## Œuvres
Théâtre
. 1924 :  Metteur en scène de Odessa Les Mutins de la Mer Noire de P. Rolland.

### Cinéma
Scénariste
- 1934 : L'Atalante de Jean Vigo + assistant réalisateur
- 1951 : La Grande Vie d'Henri Schneider

Réalisateur
- 1936 : Le Pigeon, court métrage, avec René Lefèvre et Colette Darfeuil

Comédien
- 1933 : Zéro de conduite de Jean Vigo : un veilleur de nuit + assistant réalisateur

### Télévision
Réalisateur
- 1951 : L'Homme qui a perdu son ombre de Philippe Agostini et Albert Riéra, d'après Peter Schlemihl de Chamisso[1]
- 1953 : Le Mal de Marie
- 1954 : Capitaine Alcindor, d'après Pierre Mac Orlan
- 1964 : L'Histoire pittoresque (série télé)
- 1964 : Les Hommes (téléfilm)
- 1965 : Faux Jour (téléfilm), adaptation du roman éponyme d'Henri Troyat[2].
- 1966 : La Fin de la nuit (téléfilm), adaptation du roman La Fin de la nuit de François Mauriac

### Radio
- Blaise Cendrars vous parle, entretiens radiophoniques avec Blaise Cendrars, Denoël, Coll. Entretiens de la Radiodiffusion française, 1952[3].
- Jules Vallès, réalisation Albert Riéra, Soirée de Paris, première diffusion le 3 juin 1957 sur la Chaîne nationale[4]
- Enfance, entretiens radiophoniques avec Jacques Prévert diffusés en 1960[5].